# Európa-sziget
Az Európa-sziget (franciául Île Europa) egy 28,13 km² területű alacsony fekvésű trópusi sziget a Mozambiki-csatornában. Hozzá tartozik további nyolc névtelen sziget. 21,4 kilométer hosszú tengerpartja van, de kikötője nincsen, bár az első és a második világháború alatt terveztek egyet, de a terv pénzügyi problémák miatt nem valósulhatott meg. Egy másfél kilométeres repülőgép-leszállóhellyel rendelkezik. 1897 óta tartozik Franciaországhoz. A szigeten meteorológiai állomás működik. A szigetet Madagaszkár is magáénak tekinti. Hivatalosan állandó lakossága nincsen, időszakosan tudósok látogatják.
Közigazgatási szempontból az Indiai-óceáni francia szigetek (franciául "Îles éparses de l'océan Indien") része, mely a Francia déli és antarktiszi területek öt régiójának egyike.
Nevét az Europe nevű brit hajó után kapta, mely 1773-ban kötött ki a szigeten.

## Képek

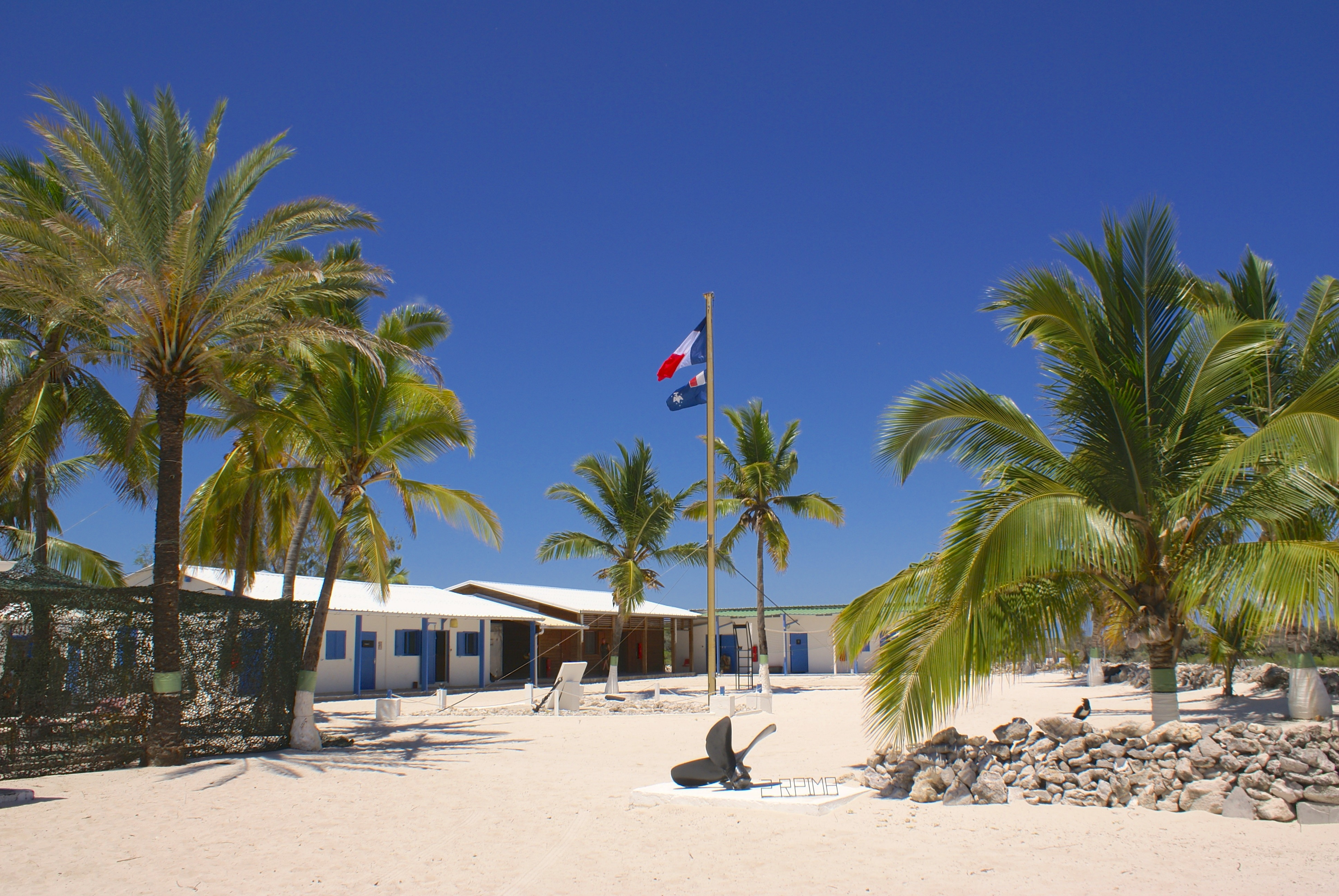
Katonai bázis
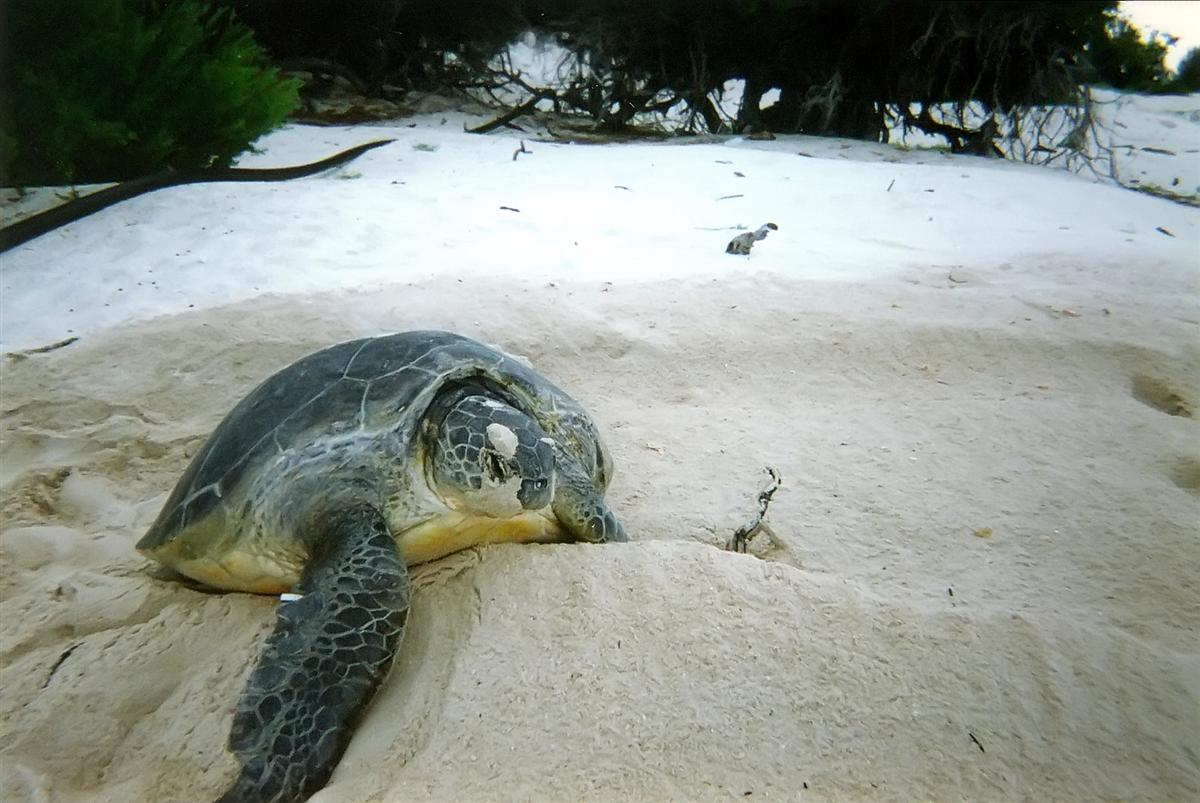
Egy teknős a szigeten
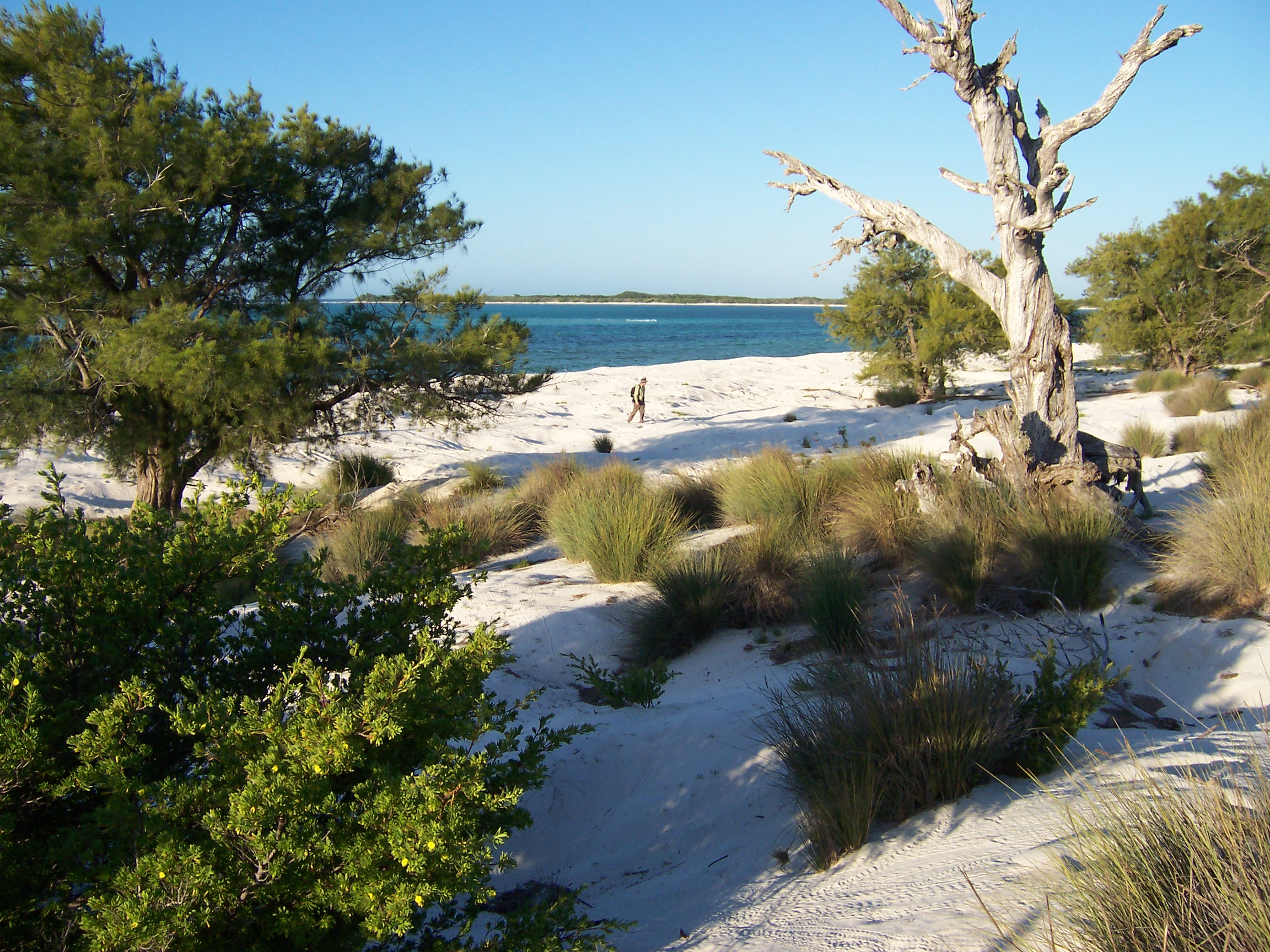
Homokdűnék
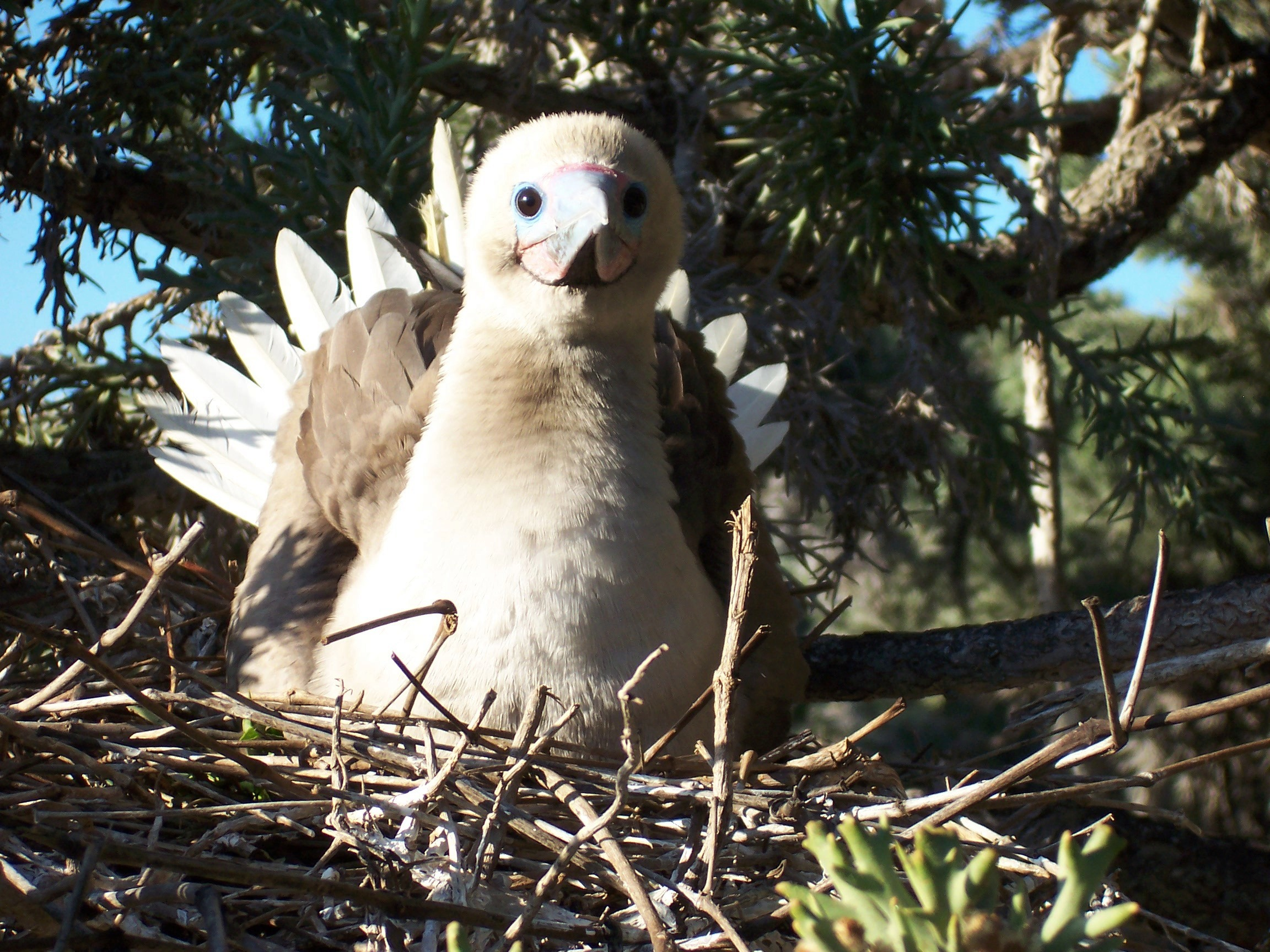
Vöröslábú szula
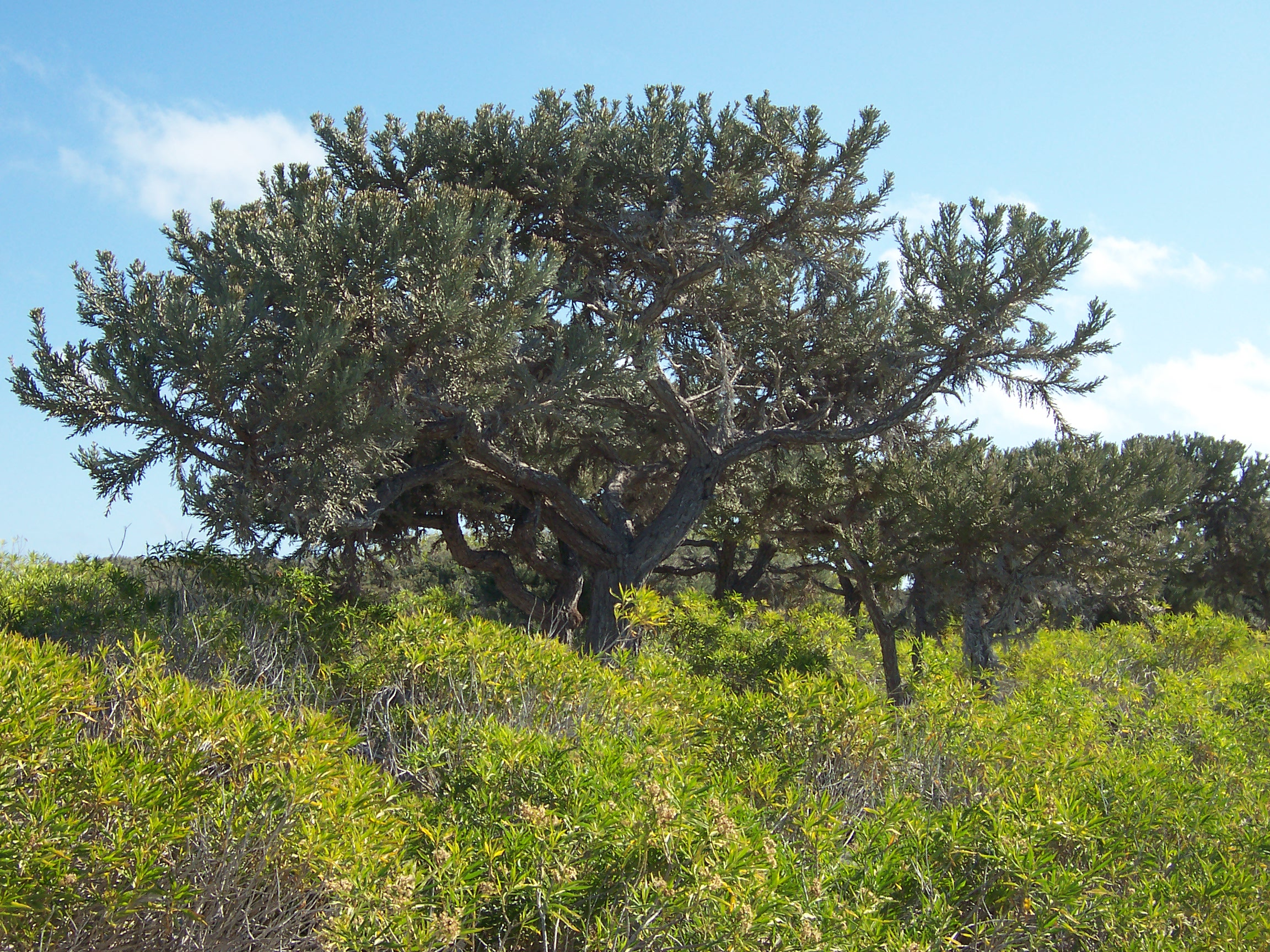
Euphorbia stenoclada
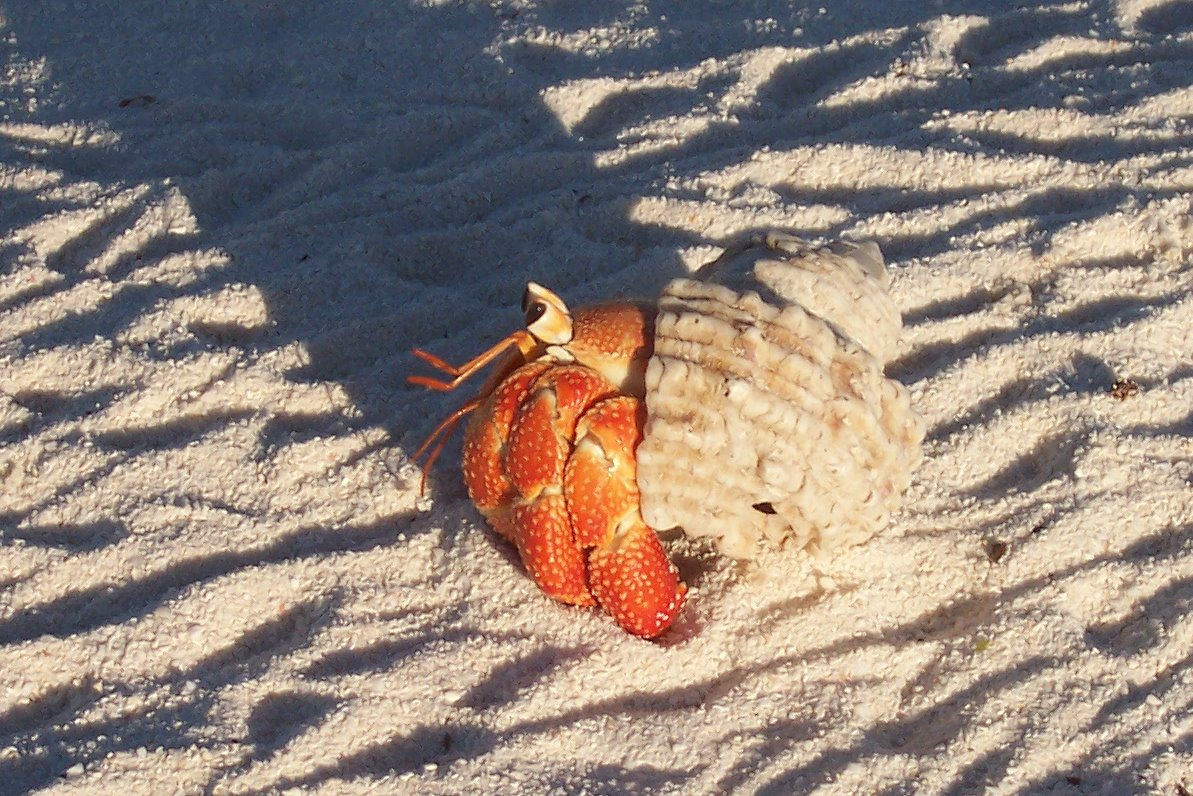
Coenobita perlatus